# Takumi Ogawa
Takumi Ogawa (født 27. april 1987) er en tidligere japansk fodboldspiller.
Han har spillet for flere forskellige klubber i sin karriere, herunder FC Machida Zelvia og Fujieda MYFC.